# 生成消滅論
『生成消滅論』（せいせいしょうめつろん、古希: Περὶ γενέσεως καὶ φθορᾶς、羅: De Generatione et Corruptione、英: On Generation and Corruption）とは、古代ギリシャの哲学者アリストテレスによって書かれた、文字通り、物理的実体の（化学的な）「生成消滅」についての自然哲学書。
アリストテレスの自然学著作の中では、『自然学』『天体論』に次ぐ、第3の書物であり、内容的にも、『天体論』と本書の後に続く第4の書籍である『気象論』を橋渡しするものとなっている。

## 構成
全2巻から成る。
- 第1巻 - 全10章。
  - 第1章 - 一元論と多元論にまつわる諸説の考察。
  - 第2章 - 原子論の考察。
  - 第3章 - 生成の差異。
  - 第4章 - 生成消滅と質的変化の間の差異。
  - 第5章 - 生成消滅と増大・減少の間の差異。
  - 第6章 - 接触について。
  - 第7章 - 「作用-被作用」に関する諸見解。
  - 第8章 - エンペドクレスの説。
  - 第9章 - 被作用の原因・範囲。
  - 第10章 - 混合について。
- 第2巻 - 全11章。
  - 第1章 - 四元素の原理、「第一質料」と「対立性質」。
  - 第2章 - 第1の「対立性質」である「温-冷」「乾-湿」。
  - 第3章 - 基本的四性質としての「温」「冷」「乾」「湿」。
  - 第4章 - 単純物体の相互変化、変化の難易・遅速による三分類。
  - 第5章 - 変化の円環性。
  - 第6章 - 相互変化を認めないエンペドクレス説の限界。
  - 第7章 - 結合体・同質体の生成。
  - 第8章 - 結合体の諸要素含有性。
  - 第9章 - 生成の諸原因、質料因・形相因（目的因）と動力因。
  - 第10章 - 生成消滅の動力因としての太陽の二重運動。
  - 第11章 - 生成の永遠性・必然性・円環性。

## 内容
存在者の生成消滅を可能態（デュナミス）から現実態（エネルゲイア）への変化と考える。
- 例：生卵は、可能態における目玉焼き。―現実態における目玉焼きは、可能態におけるゴミ。

## 日本語訳
- 『アリストテレス全集 4 天体論　生成消滅論』 村治能就、戸塚七郎訳、岩波書店
- 『新版 アリストテレス全集5　天界について 生成と消滅について』 山田道夫、金山弥平訳、岩波書店
- 『生成と消滅について』 池田康男訳、京都大学学術出版会<西洋古典叢書>